# Michel Roquebert
Pour les articles homonymes, voir Roquebert.
Michel Roquebert, né le 7 août 1928 à Bordeaux et mort le 15 juin 2020 à Toulouse,, est un historien et écrivain français.

## Biographie
Après des études classiques au lycée Michel-Montaigne à Bordeaux, Michel Roquebert obtient sa licence de philosophie, puis passe six années en poste dans l'Éducation nationale. En 1955, il choisit le journalisme et entre à la Dépêche du Midi à Toulouse. Il y est chargé des chroniques artistiques, puis de la création et de la direction d’un supplément hebdomadaire consacré aux arts et aux spectacles.
La rencontre d’historiens tels que Jean Duvernoy et René Nelli le sensibilise à l’histoire du Pays d'Oc et à sa culture, tout particulièrement à la civilisation des troubadours et au grand drame occitan du XIIIe siècle : hérésie cathare, croisade albigeoise, Inquisition. Il entreprend alors des études d'histoire médiévale et publie en 1966, avec le photographe Christian Soula, son premier ouvrage, Citadelles du vertige, sur les vestiges des châteaux forts du pays cathare.
C’est ensuite, en 1970, le premier tome de L’Épopée cathare, qui obtient le grand prix d’Histoire de l’Académie française (grand prix Gobert). Le second tome paraîtra en 1977, mais trois autres doivent suivre. Alors, en 1983, Michel Roquebert prend sa retraite de journaliste pour se consacrer à ses travaux historiques, et se retire dix années durant dans le village même de Montségur où, de 1983 à 1990, il préside le Groupe de recherches archéologiques de Montségur et des environs (GRAME). Il initie sur le célèbre site d’importants travaux, en particulier le dégagement de la base de la grande façade sud du château, afin qu’elle retrouve son élévation d’origine. C’est d’ailleurs à l’histoire et à l’archéologie de Montségur qu’est consacré en son entier le quatrième tome de L’Épopée cathare.
Le cinquième et dernier volet de celle-ci paraît en 1998, ce qui met un point final à un monumental corpus de plus de 3 000 pages consacré à l’histoire du XIIIe siècle occitan, à l’implantation réelle de l’hérésie cathare, à sa sociologie, et à sa répression, d’abord par les armes (la croisade de 1209-1229) puis, du fait de l’insuccès de la guerre, par ce système à la fois policier et judiciaire créé en 1234 pour les besoins de la cause, l’Inquisition.
Michel Roquebert s’est par la suite attaché à deux grandes figures dont le destin fut étroitement lié à l’histoire du catharisme occitan et qui le combattirent, l’un par les armes, Simon de Montfort, le chef de la croisade albigeoise ; l’autre par la parole, le religieux castillan Dominique de Guzmán, qui fonda à Toulouse l'Ordre des frères prêcheurs et dont l’Église catholique fit saint Dominique.
Élu en 1968 membre correspondant, puis, en 1971, membre titulaire de la Société archéologique du Midi de la France, Michel Roquebert était depuis 2001 membre correspondant de l’Académie des sciences, inscriptions et belles-lettres de Toulouse. Il a été reçu mainteneur à l'Académie des Jeux floraux le 16 janvier 2011.
Il a été membre du Conseil d’administration du Centre d'études cathares de Carcassonne, de 1985 à la disparition de cette association en 2011. Il était président d'honneur de l'Association d'études du catharisme - René Nelli, fondée en 2011. Il décède de mort naturelle dans la nuit du 14 au 15 juin 2020.

## Publications

### Ouvrages
- Citadelles du vertige, photographies de Christian Soula, Toulouse, Imprimerie régionale, 1966. Réédition par les Éditions Privat en 1972

prix Marfan de l’Académie des Jeux floraux
- L’Invasion (L’Épopée cathare. Tome 1, 1198-1212), Toulouse, Privat, 1970

grand prix d'histoire de l’Académie française
- Muret ou la dépossession (L’Épopée cathare. Tome 2, 1213-1216), Toulouse, Privat, 1977

grand prix Capus de l’Académie des Jeux floraux
- Montségur : les cendres de la liberté, Toulouse, Privat, 1981
- Le lys et la croix (L’Épopée cathare. Tome 3, 1216-1229), Toulouse, Privat, 1986
- Récits et légendes de l’Antiquité toulousaine, Toulouse, Loubatières, 1986
- Rues tolosanes, (photographies de Jean-Claude Meauxssoone), Toulouse, Privat, 1988
- Mourir à Montségur (L’Épopée cathare. Tome 4, 1230-1244), Toulouse, Privat, 1989

grand prix des Provinces de France
- Ombre et lumière en pays cathare, (photographies de Catherine Bibollet), Toulouse, Privat, 1992
- Les cathares et le Graal, Toulouse, Privat, 1994 ; trad. italienne, I catari e il Graal, Milan, Ed. San Paulo, 2007
- Les Cathares, de la chute de Montségur aux derniers bûchers (L’Épopée cathare. Tome 5, 1245-1321), Paris, Perrin, 1998
- Erpeldinger : œuvres sur papier : 1987-1998, Barcelone, Ed. Ambit, 1998
- Histoire des Cathares, Paris, Perrin, 1999. (trad. italienne  I Catari, Milan, Ed. San Paulo, 2003 - Trad. allemande Die Geschichte der Katharer, Stuttgart, Ausgabe Philipp Reclam, 2012 - trad. japonaise, Éditions Kodansha Tokyo 2016 - trad. néerlandaise,  De geschiedenis van de Katharen, Uitgeverij Ijzer, Utrecht 2017).
- La religion cathare : le bien, le mal et le salut dans l’hérésie médiévale, Paris, Perrin, 2001 - trad.  espagnole Nosotros los cátaros, Barcelone, Ed. Critica, 2010)
- Cathares : la terre et les hommes, (photographies de Gérard Sioen), Paris, Éditions Mengès/Place des Victoires, 2001
- Réédition intégrale de L’Épopée cathare en 2 vol. sous coffret : I. La Croisade albigeoise - II. L'Inquisition, Paris, Perrin/Privat, 2001
- Saint Dominique : la légende noire, Paris, Perrin, 2003. Trad. italienne, San Domenico. Contro la leggenda nera, Milan, Ed. San Paulo, 2005 – Trad. espagnole, Santo Domingo. La leyenda negra, Salamanca, Ed. San Esteban, 2008)
- Simon de Montfort : bourreau et martyr, Paris, Perrin, 2005
- Réédition intégrale, revue et augmentée, de L’Épopée cathare en 5 vol., Paris, Perrin, coll. « Tempus », 2006-2007

1. L’Invasion, 2. Muret ou la dépossession, 3. Le lys et la croix, 4. Mourir à Montségur, 5. La fin des Amis de Dieu
- Figures du catharisme, Paris, Perrin, 2018

### Ouvrages en collaboration
- (avec Robert Aribaud et Henry Lhong), La peinture à Toulouse en 1964, Toulouse, L’Atelier
- (avec Christian Soula) Citadelles du vertige, Imprimerie régionale 1966, Privat 1972.
- (avec Jacques Madaule et René Nelli), Albigeois et Cathares, Réalmont 1976
- (avec Robert Lafont, Jean Duvernoy, Paul Labal, Philippe Martel et Rémy Pech, Les Cathares en Occitanie, Paris, Fayard, 1982
- (en collab. avec Anne Brenon et Chema Sarmiento, L'aventure cathare, documentaire de 90 min pour la chaîne ARTE, Grenade Productions, 2001
- (en collab. avec Patrice Teisseire-Dufour, Cathares, encyclopédie d'une résistance occitane, 256.p, Éditions Privat 2024  (ISBN 9782708902688)

### Pour la jeunesse
Bandes dessinées en collaboration avec le dessinateur Gérald Forton :
- Aymeric et les Cathares, Toulouse, Loubatières, 1978[10]
- Aymeric à Montségur, Toulouse, Loubatières, 1981

### Principaux articles de recherche historique
- « La crise albigeoise et la fin de l’autonomie occitane. État de la question et bibliographie critique ». Annales de l’Institut d’études occitanes, 4° série, Tome II, no 6, 1972.
- « Les seigneurs de Montgey au XIIIe siècle. Jourdain de Roquefort et sa famille ». Revue du Tarn, no 88 (Hiver 1977).
- « Les Lahille de Laurac (Aude) », Annales de l’Institut d’études occitanes, 1978.
- « Le problème du Moyen Age et la Croisade albigeoise : les bases juridiques de l’État occitano-catalan de 1213 ». Annals de l’Institut d’estudis occitans, V° tièra, no 4, 1978.
- « Les cathares à Puylaurens au XIIIe siècle », Revue du Tarn, no 94, Été 1979.
- « Pierre-Roger de Mirepoix, coseigneur de Montségur, et sa famille », dans Montségur, treize ans de Recherche archéologique, (Groupe de recherches archéologiques de Montségur et ses environs, Carcassonne, 1980). Repris dans Figures du catharisme (Paris, Perrin, 2018).
- « Raymond de Péreille, seigneur de Montségur, et sa famille ». Cahiers d’Études cathares, no 90, Été 1981, p. 25-46. et no 91, automne 1981. Repris et enrichi  dans Figures du catharisme (Paris, Perrin, 2018).
- « Imbert de Salles, sergent de Montségur », Cahiers d’Études cathares, no 95, automne 1982.
- « Le catharisme comme tradition dans la familia languedocienne », Communication à la 20e Session d’histoire religieuse du Midi, Cahiers de Fanjeaux no 20 (Toulouse, Privat, 1985) . Repris dans Figures du catharisme (Paris, Perrin, 2018).
- « Montségur : le castrum de 1204-1244. L’apport des sources écrites », dans Historiens et Archéologues, Actes de l’Université d’été de Carcassonne de septembre 1990. Heresis no 13-14. (Peter Lang/ Centre National d’Études cathares, Berne 1992).
- « Bérenger de Lavelanet et sa famille », dans Heresis no 18, juin 1992. Repris dans Figures du catharisme (Paris, Perrin, 2018).
- « Le trésor de Montségur », dans Montségur, la mémoire et la rumeur. 1244-1994, Actes du colloque de Foix d’octobre 1994 (Archives départementales de l’Ariège, Foix, 1994). Repris dans Figures du catharisme (Paris, Perrin, 2018).
- « Un exemple de catharisme ordinaire : Fanjeaux » dans Europe et Occitanie : les pays cathares, Actes de la 5e Session d’histoire médiévale du Centre National d’Études cathares, Rennes-les-Bains, septembre 1992.(Collection Heresis no 5, Centre d’Études cathares, 1995)
- « Le Graal contre les cathares », dans La persécution du catharisme, Actes de la 6e Session d’histoire médiévale du Centre National d’Études cathares, Rennes-les-Bains, septembre 1993 (Collection Heresis no 6, Centre d’Études cathares, 1996). Repris dans Figures du catharisme (Paris, Perrin, 2018).
- « Montségur, refuge ou quartier général ? » dans La persécution du catharisme, Actes de la 6e Session d’histoire médiévale du Centre National d’Études cathares, Rennes-les-Bains, septembre 1993 (Collection Heresis no 6, Centre d’Études cathares, 1996).
- « Petites digressions sur le Marteau des hérétiques [L’inquisiteur Bernard de Caux] » dans Heresis, no 25, décembre 1995.
- « Napoléon Peyrat, le trésor et le Nouveau Montségur », Communication à la 7e Session d’histoire médiévale du Centre d’Études Cathares / René Nelli, « Catharisme: l’édifice imaginaire », Carcassonne, août-septembre 1994.
- « La famille seigneuriale du Mas-Saintes-Puelles devant l’Inquisition », Communication à la 8e Session d’histoire médiévale du Centre d’études cathares, « Les voies de l’hérésie : le groupe aristocratique en Languedoc, XIe – XIIIe siècles », Couiza, août-septembre 1995.
- « Pèlerinage et hérésie », dans Toulouse sur les chemins de Saint-Jacques (Milan, Skira, 1999)
- « Le déconstructionnisme et les études cathares », dans Les Cathares devant l’Histoire. Mélanges offerts à Jean Duvernoy, sous la direction de Martin Aurell (Cahors, L’Hydre Éditions, 2005). En ligne sur http://www.croisade-albigeois-2009-2013.org et sur http://josiane.ubaud.pagesperso-orange.fr
- « Béziers, 22 juillet 1209 : autopsie d’un massacre annoncé », dans Béziers, ville occitane ? Actes des Rencontres de novembre 2006, sous la direction de Carmen Allen-Garabatto (Presses Universitaires de Perpignan, 2007). Repris dans Figures du catharisme (Paris, Perrin, 2018).
- "L'émigration languedocienne en Italie padane au cours du XIIIe siècle", dans I Trovatori nel Veneto e Venezia, Actes du Congrès international de Venise d'octobre 2005, Editrice Antenore, Roma-Padova, 2008, p. 77-95.. Repris dans Figures du catharisme (Paris, Perrin, 2018).
- « Gesu, la Gnosi e le origine del totalitarismo », dans "Poesia e spiritualità", Anno II, numero 3, luglio 2009 (Ed. Viennepierre, Turin).
- « Les fondements juridiques de l’intervention du roi Pierre II d’Aragon sur le théâtre de la croisade albigeoise », dans Le temps de la bataille de Muret – 12 septembre 1213,Actes du colloque de Muret, 13-14 septembre 2013, Fédération historique deMidi-Pyrénées, p. 65-76. Repris dans Figures du catharisme (Paris, Perrin, 2018).

### Articles dans la presse
- Environs 2600 articles dans la Dépêche du Midi, (critique d’art, critique littéraire, reportages, interviews, etc.)
- Nombreux articles de vulgarisation historique dans les revues « Miroir de l’Histoire », « Atlas Histoire », « Historia », « Plaisir de France », « Pyrénées Magazine », etc.
- Divers articles d’histoire et de critique d’art sont en ligne sur un site de critique littéraire, espritsnomades.com.

## Récompenses et distinctions

### Décorations
- Chevalier de l'ordre national du Mérite
- Chevalier de l'ordre des Arts et des Lettres